# Laraaji
Edward Larry Gordon (Philadelphia, 1943), beter bekend onder zijn artiestennaam Laraaji, is een Amerikaans multi-instrumentalist, gespecialiseerd in het bespelen van citer, piano en mbira.

## Biografie
Laraaji werd geboren in Philadelphia en leerde in zijn jeugdjaren in New Jersey instrumenten als viool, piano en trombone bespelen. Na zijn studie aan de Howard-universiteit probeerde hij een carrière op te bouwen als stand-upcomedyartiest en acteur.
Begin jaren 70 begon hij met een studie Oosterse mystiek en geloofde hierin een nieuw muzikaal pad te hebben gevonden. Laraaji kocht zijn eerste citer en zette het om naar een elektronisch instrument. In 1978 begon hij als straatmuzikant in New York.
Een jaar later werd hij ontdekt door muzikant Brian Eno. Het resultaat was een van zijn meest bekende uitgaven, Ambient 3: Day of Radiance, het derde deel uit Brian Eno's Ambient-serie. Het internationale succes leidde tot langere composities. Laraaji startte ook workshops over lachmeditatie.

## Discografie (selectie)
- Celestial Vibration (1978)
- Lotus-Collage (1979)
- Ambient 3: Day of Radiance (1980)
- I Am Ocean (1981)
- Rhythm N' Bliss (1982)
- Sun Zither (1984)
- Vision Songs #1 (1984)
- Open Sky (1985)
- Live at WNYC (1985)
- Once Upon a Zither (1986)
- Zither Bliss (1987)
- White Light Music (1987)

- Flow Goes the Universe (1992)
- Automatic (1994)
- Islands (1995)
- Excellent Spirits (1996)
- Celestial Reiki (2000)
- Water & Soft Zither (2004)
- Laughter: The Best Medicine (2004)
- Song of Indra (2006)
- Sonic Portals (2008)
- Two sides of Laraaji (2013)
- Bring On The Sun (2017)